# Paradidyma albifacies
Paradidyma albifacies är en tvåvingeart som först beskrevs av Wulp 1892.  Paradidyma albifacies ingår i släktet Paradidyma och familjen parasitflugor. Inga underarter finns listade i Catalogue of Life.